# Волгодонской район
Волгодонской райо́н — административно-территориальная единица и муниципальное образование (муниципальный район) в составе Ростовской области Российской Федерации.
Районный центр — станица Романовская.
Расстояние от станицы Романовской до города Ростова-на-Дону составляет 227 километров.

## История
В период генерального межевания России в 1888 году станица Романовская была отнесена вместе со станицей Цимлянской к 1-му Донскому округу Области Войска Донского с окружным центром в станице Константиновской, где и числилась до 1920 года.
В 1926 году был образован Романовский район в составе Сальского округа Северо-Кавказского края. Центром района стала станица Романовская.
С 1934 года Романовский район входил в состав Азово-Черноморского края, а с сентября 1937 года район вошёл в состав вновь образованной Ростовской области.
16 мая 1957 года в соответствии с указом Президиума Верховного совета РСФСР Романовский район был переименован в Волгодонской, а районным центром стал город районного подчинения Волгодонск.
В 1963 году Волгодонской район был упразднён, а его территория вошла в состав Цимлянского района.
10 мая 1983 года вновь образован Волгодонской район, районным центром которого был посёлок Прогресс, а с 1985 года центром района вновь стала станица Романовская.

## География
Волгодонской район расположен в восточной части Ростовской области. Граничит на севере с Константиновским, Цимлянским районами и городом Волгодонском, на востоке — с Дубовским и Зимовниковским районами, на юге — с Мартыновским, на западе — с Семикаракорским районом. Площадь территории — 1479 км².

## Население
| 2002    | 2009    | 2010    | 2011    | 2012    | 2013    | 2014    | 2015    | 2016    |
| ------- | ------- | ------- | ------- | ------- | ------- | ------- | ------- | ------- |
| 30 170  | ↗32 291 | ↗33 779 | ↘33 666 | ↗33 936 | ↗34 069 | ↗34 149 | ↗34 281 | ↘34 249 |
| 2017    | 2018    | 2019    | 2020    | 2021    |         |         |         |         |
| ↘33 800 | ↘33 514 | ↘33 176 | ↗33 232 | ↗34 043 |         |         |         |         |

Национальный состав
По итогам переписи населения 2020 года проживали следующие национальности (национальности менее 0,1 % и другое см. в сноске к строке «Другие»):
| Национальность | Численность, чел. | Доля     |
| -------------- | ----------------- | -------- |
| Русские        | 26 490            | 78,42 %  |
| Турки          | 4322              | 12,79 %  |
| Корейцы        | 619               | 1,83 %   |
| Украинцы       | 544               | 1,61 %   |
| Азербайджанцы  | 508               | 1,50 %   |
| Цыгане         | 221               | 0,65 %   |
| Армяне         | 210               | 0,62 %   |
| Белорусы       | 101               | 0,30 %   |
| Татары         | 71                | 0,21 %   |
| Грузины        | 64                | 0,19 %   |
| Другие         | 630               | 1,88 %   |
| Итого          | 33 780            | 100,00 % |

## Административное деление
В состав Волгодонского района входят 7 сельских поселений:
1. Добровольское сельское поселение (посёлок Солнечный; хутор Мокросоленый; посёлок Саловский; хутор Сухая Балка)
2. Дубенцовское сельское поселение (станица Дубенцовская; хутор Морозов; хутор Пирожок)
3. Победенское сельское поселение (посёлок Победа; посёлок Донской; посёлок Краснодонский; посёлок Мичуринский; посёлок Свобода)
4. Потаповское сельское поселение (хутор Потапов; хутор Егоров; хутор Казинка; хутор Калинин; станица Каргальская; посёлок Савельевский; хутор Степной; хутор Фролов)
5. Прогрессовское сельское поселение (посёлок Прогресс; посёлок Виноградный; посёлок Головное)
6. Романовское сельское поселение (станица Романовская; хутор Лагутники; хутор Парамонов; хутор Погожев; хутор Семенкин; посёлок Сибирьковый)
7. Рябичевское сельское поселение (хутор Рябичев; станица Большовская; хутор Холодный; хутор Ясырев)

## Экономика
В районе представлены почти все сферы деятельности сельскохозяйственного производства. Он является самой северной зоной выращивания риса во всём мире. Есть пять рисовых хозяйств, шесть виноградарских хозяйств, крупная птицефабрика, рыбхоз. Хорошо развито овощеводство, так как земли района располагаются в зоне орошаемого земледелия. Общая площадь землепользования — 133,9 тыс. га.
В районе насчитывается 18 сельскохозяйственных предприятий, 386 крестьянско-фермерских хозяйств, 7 ассоциаций крестьянских хозяйств, 4 казачьих общины.
Специализация Волгодонского района — производство мясной, молочной и плодоовощной продукции, выращивание винограда, риса, прудовой рыбы.

## Достопримечательности
- Краеведческий музей в станице Романовской. В залах музея краеведения собраны старинные предметы быта донских казаков, памятные реликвии истории. Фонд музея насчитывает 1327 предметов. В залах музея краеведения представлены старинные предметы донских казаков, памятные реликвии. В музее есть экспозиции: флора и фауна Волгодонского района, «Казачья горница». Около музея расположен старинный казачий городок в миниатюре.
- В Романовской станице находится храм Архангела Михаила[18]. Храм был построен в 2010 году.
- В станице Романовской около дома культуры находится мемориал — Братская могила советcких воинов с памятником из трёх фигур скорбящих женщин.
- Памятник Петру и Февронии в станице Романовской.
- Памятник участникам ликвидации катастрофы на Чернобыльской АЭС[19].
- В станице Романовской расположены: памятник атаману, стела-памятник «Самолёт», памятный знак на месте казни комсосольцев-подпольщиков, памятник и братская могила героев-подпольщиков, часовня на станичном кладбище, мемориал «Вдовы»[20].

### Древние курганы
К достопримечательностям Волгодонского района относятся его археологические памятники. Археологические памятники представлены множеством курганных захоронений. Так, южнее хутора Ясырева расположен курганный могильник бронзового периода. Всего же курганных групп и курганов здесь около пятидесяти. Есть курганы, возраст которых составляет от более 5000 лет и до курганов средневековых кочевников 14 века.
Курганы в районе расположены рядом со многими сельскими поселениями Волгодонского района. Они есть:
- в станице Дубенцовской,
- в станице Романовской,
- в станице Большовской,
- в хуторе Лагутники,
- в хуторе Пирожок,
- в хуторе Холодном,
- в хуторе Семенкина,
- в хуторе Фролов.

Около хутора Казинка находится четыре группы курганов, в которых по 8, 10, 12, 14 курганов соответственно. Размещены эти курганы рядом с хуторами Пирожок, Семенкина, Лагутники, Фролов и Холодный.

### Курганы хазарского времени
Много в Волгодонском районе курганов Хазарского времени, относящиеся к салто-маяцкой культуре Донского региона 7-9 века нашей эры. У курганов хазарского времени есть свои особенности. Это форма насыпи и ровика вокруг кургана, они квадратные или прямоугольные. Покойника укладывали в захоронение головой на запад. В погребении было обязательно наличие костей лошади .